# Расселвилл (Арканзас)
Расселвилл — административный центр и самый крупный город в округе Поп, штат Арканзас, США, с населением 27 920 человек, согласно переписи 2010 года. Здесь расположены Арканзасский технический университет и Arkansas Nuclear One, единственная атомная электростанция в Арканзасе. Расселвилл граничит с озером Дарданелле и рекой Арканзас.
Это главный город микрополитической статистической зоны Расселвилла, в которую входят все округа Поп и Йел.

## История

#### Основание
В начале 19 века осейджи из Миссури часто охотились в долине, где сейчас расположен Расселвилл. Между 1818 и 1828 годами этот район находился в резервации чероки, но после 1828 года чероки были переселены на территорию Индии (современная Оклахома), и земля стала доступна для поселений белых. Первым поселенцем в этом районе был П.К. Холледжер в 1834 году.
Первый бизнес, основанный в городе, принадлежал г-ну Шинну, магазин в 1875 был перестроен из камня. Это здание существует и сегодня и известно как здание Шинн. Магазин построен на пересечении дороги с востока на запад, ведущей из Литл-Рока в Форт-Смит, и тропы буйволов с севера на юг до брода на реке Арканзас. Когда жители города решили выбрать название для города, выбор остановился на двух: Шиннвилл или Расселвилл, и Расселвилл победил.

#### Гражданская война в США
Многие жители Расселвилла служили в вооруженных силах штата во время Гражданской войны в США. Местные жители служили в государственных войсках в начале войны, многие из них перешли в полки Конфедерации к 1862 году. Ни в Расселвилле, ни рядом с ним не происходило никаких великих сражений. Военные действия велись в конце войны в соседнем Дарданелле (графство Йелл).

#### Поздний период
Город рос медленно, но в начале 1870-х годов здесь была построена железная дорога, город пережил коммерческий и демографический рост. Железная дорога соединяла Расселвилл с другими городами в этом районе. Первая газета Расселвилла, «Геральд», была впервые выпущена в 1870 году. К 1876 году в городе насчитывалось около 800 жителей, обслуживаемых пятнадцатью магазинами, двумя хлопкоочистительными заводами и шестью докторами.

#### Регистрация как город
7 июня 1870 года Расселвилл стал городом. Регистрация вызвала дебаты о перемещении округа, расположенного в Дувре с 1841 года, в один из растущих бизнес-центров. 19 марта 1887 года состоялись выборы, на которых победил Расселвилл. Район государственных школ Расселвилла был образован в 1870 году.
Большинство жителей в XIX веке занимались сельским хозяйством, а с появлением железной дороги начали заготавливать лес. К концу века Расселвилл и его окрестности стали процветающим районом добычи угля, была основана первая угольная компания — Quita Coal. За ней последовали и другие угольные компании, изначально уголь добывали при помощи шахт, но к 1950-м годам они уступили место открытой добыче. Производство хлопка стала одной из самый прибильных отраслей Расселвилла; в начале XX века тюки продавали из вагонов посреди Мэйн-стрит. Сегодня уголь не добывается, и хлопок не производится.

#### XX век

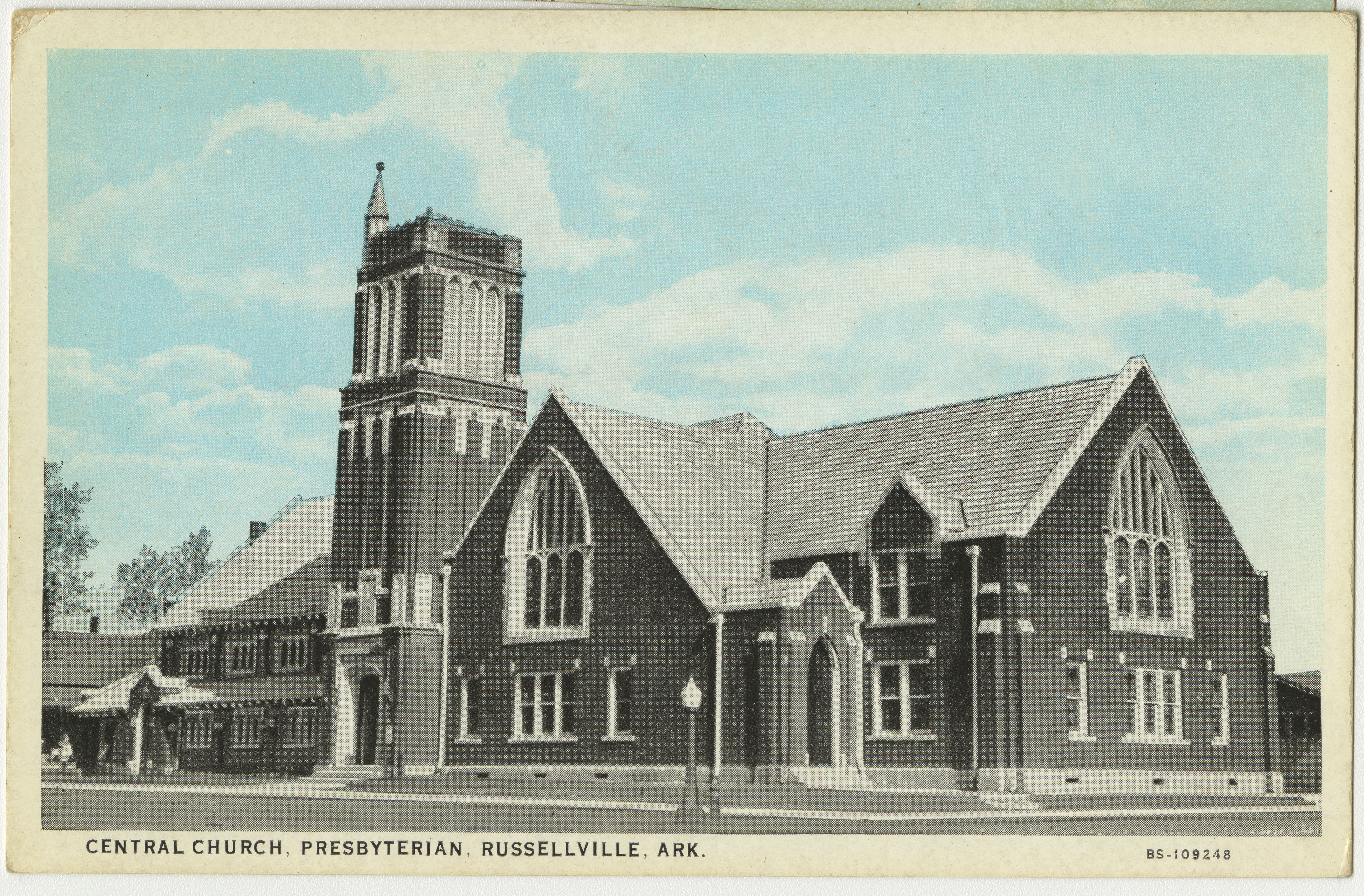
Центральная пресвитерианская церковь, 1925 г.

В 1906 году в центральном деловом районе города произошел сильный пожар. Огонь уничтожил почти половину зданий, но они были быстро восстановлены, в основном в течение шести месяцев после пожара. Многие из них были построены с использованием дешёвых растворов. Сегодня многие из этих исторических зданий находятся в очень плохом состоянии из-за этого раствора.
В 1909 году в Арканзасском техническом университете был основан Арканзасский политехнический колледж, и в настоящее вреся там обучается более 12 000 студентов. По состоянию на осень 2014 года Арканзасский технический университет третий по величине высшое учебное заведение в штате, уступая только Арканзасскому университету в Фейетвилле и Государственному университету Арканзаса. С вступлением Америки во Вторую мировую войну многие люди из Расселвилла записались в армию или были призваны в армию. Многие из местных служили в 153-м пехотном полку.

## География
Расселвилл расположен на 35 ° 16′42 ″ с.ш., 93 ° 8′13 ″ з.д.(35.278429, -93.136820). По данным Бюро переписи населения США, город имеет общую площадь 28,3 квадратных миль (73 км²), из которых 28,2 квадратных миль (73 км²) — это земля и 0,04 квадратных мили (0,10 км²) (0,08 %) — вода. Город расположен на реке Арканзас. Климат в этой области характеризуется жарким влажным летом и обычно мягкой или прохладной зимой. Согласно системе классификации климата Кёппена, в Расселвилле влажный субтропический климат, сокращенно Cfa на климатических картах.

## В культуре
В сериале NBC «Герои» Расселвилл - это место авиакатастрофы в 15 серии 3-го сезона — «Доверие и кровь».
Электростанция «Arkansas Nuclear One» (расположена в Расселвилле) была показана в сериале «Америка с высоты» 2011 года, который трпанслировали на Smithsonian Channel.
В 2013 году Расселвилл был выбран одним из мест съемок независимого христианского фильма «Ковбои и Иисус».

## Образование
В Расселвилле находится Арканзасский технический университет, который был основан в 1909 году и по состоянию на 2014 год насчитывает 12 003 студентов.
Расселвилл находится в школьном округе Расселвилла, в котором работает Средняя школа Расселвилла.
В Расселвилле также находится Центр альтернативного обучения, который состоит из SLC (центр обучения студентов), SDC (центр содержания студентов) и центра обучения взрослых. Программа SLC позволяет отстающим ученикам получить более индивидуальный подход в обучении.

## Демография
| 1870 | 1880 | 1890 | 1900 | 1910 | 1920 | 1930 | 1940 | 1950 | 1960 | 1970  | 1980  | 1990  | 2000  | 2010  |
| ---- | ---- | ---- | ---- | ---- | ---- | ---- | ---- | ---- | ---- | ----- | ----- | ----- | ----- | ----- |
| 240  | 514  | 1321 | 1832 | 2936 | 4505 | 5628 | 5927 | 8166 | 8921 | 11750 | 14518 | 21260 | 23682 | 27920 |

## Экономика
Арканзасские корпорации Tyson Foods Inc. и Innovation Industries Elevator Signal Fixtures входят в число пятидесяти производственных предприятий, на которых работает более 8 300 человек. Всего в Расселвилле расположено более десяти подразделений компаний из списка Fortune 500.

## Галерея

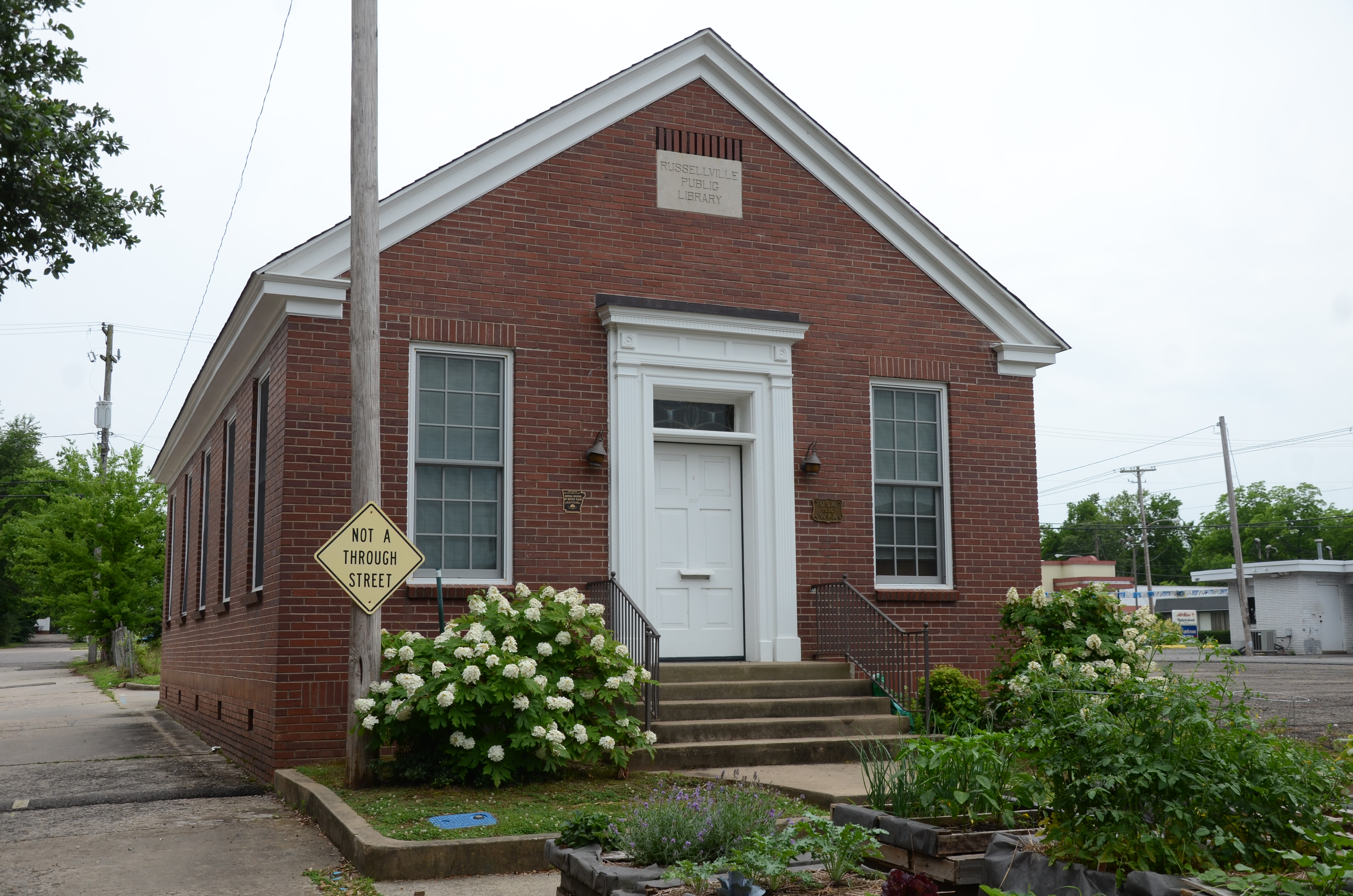
Публичная библиотека (1936 г.)

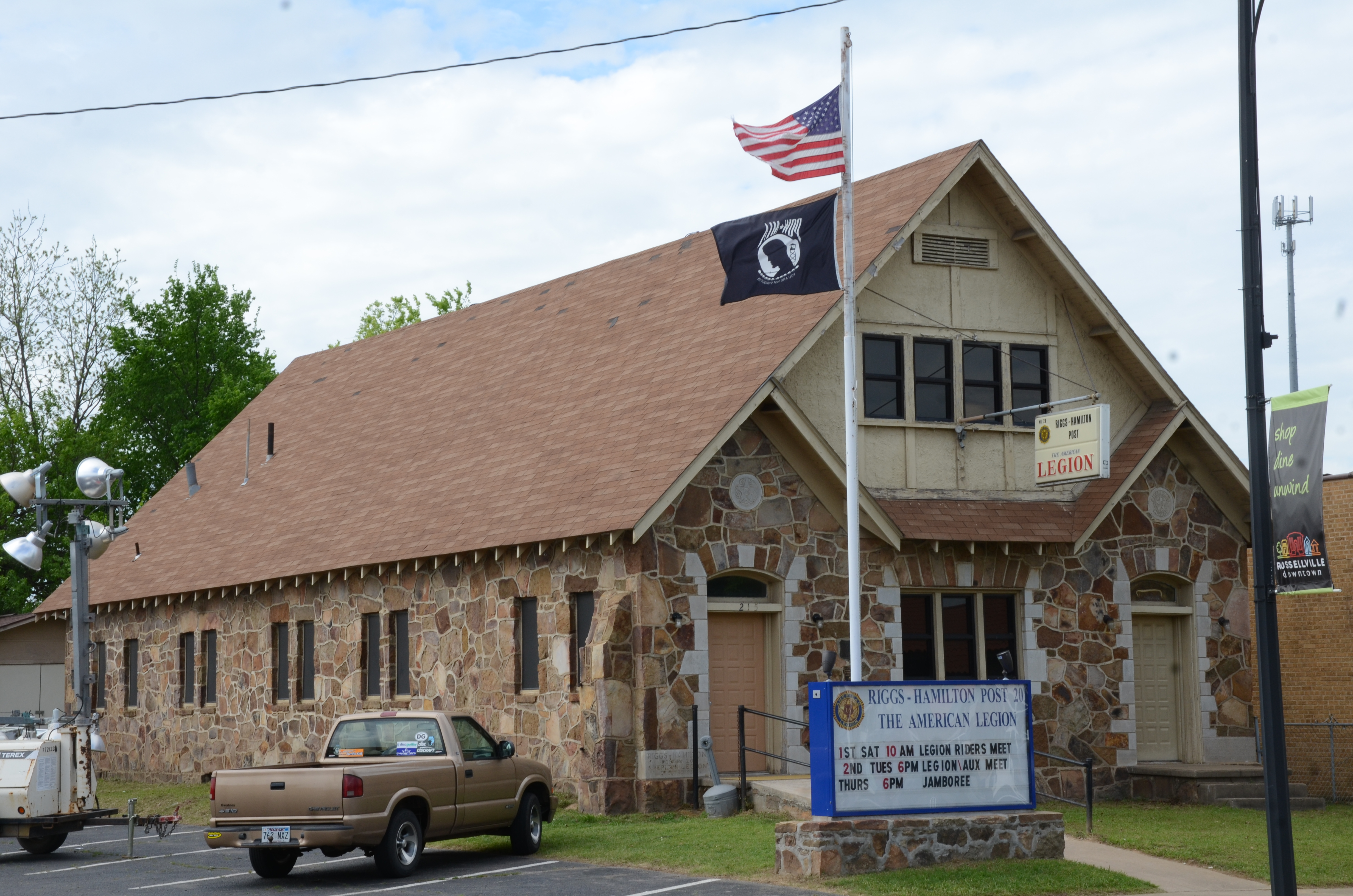
Хижина американского легиона (1934)

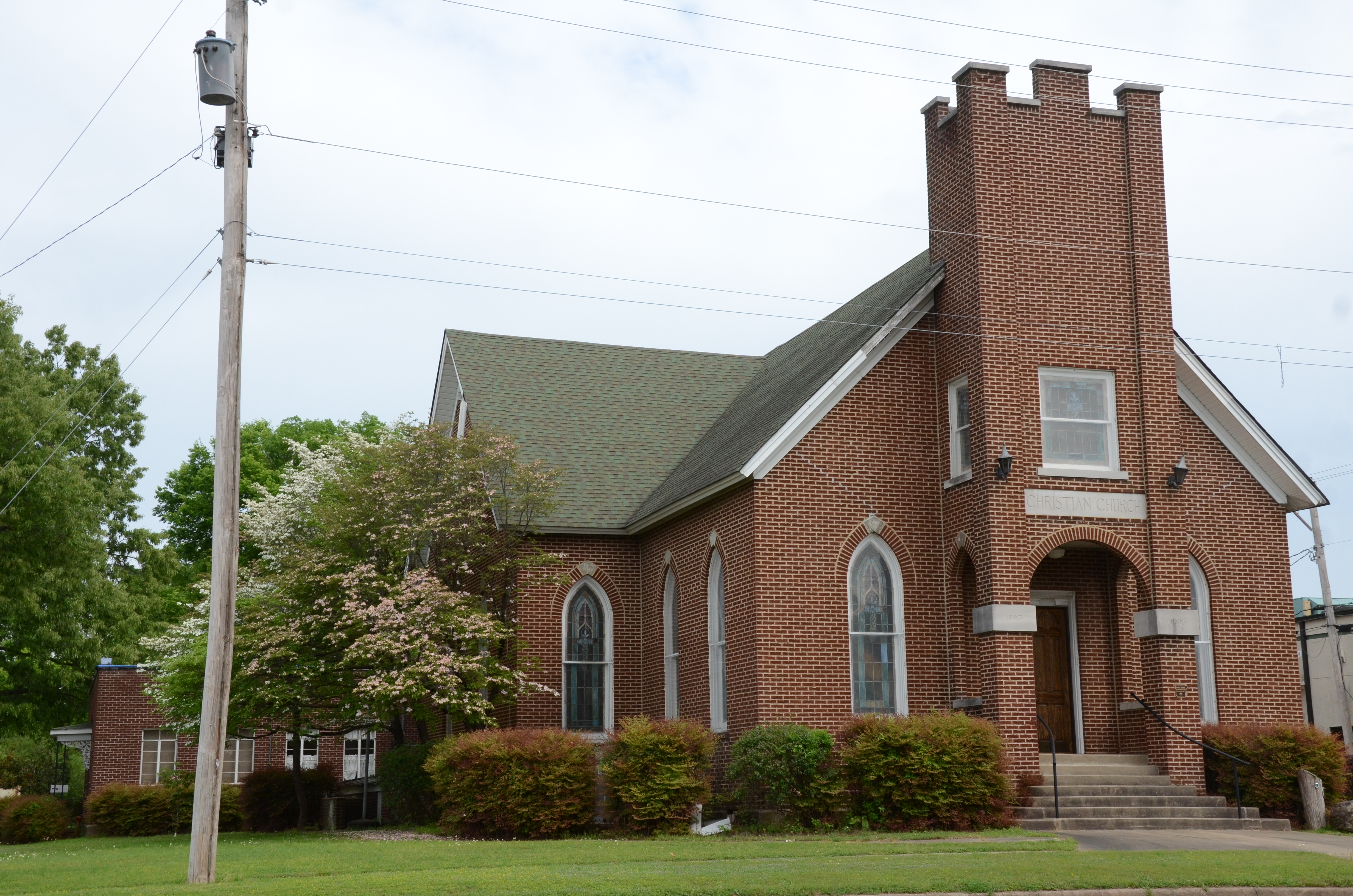
Христианская церковь (1925)

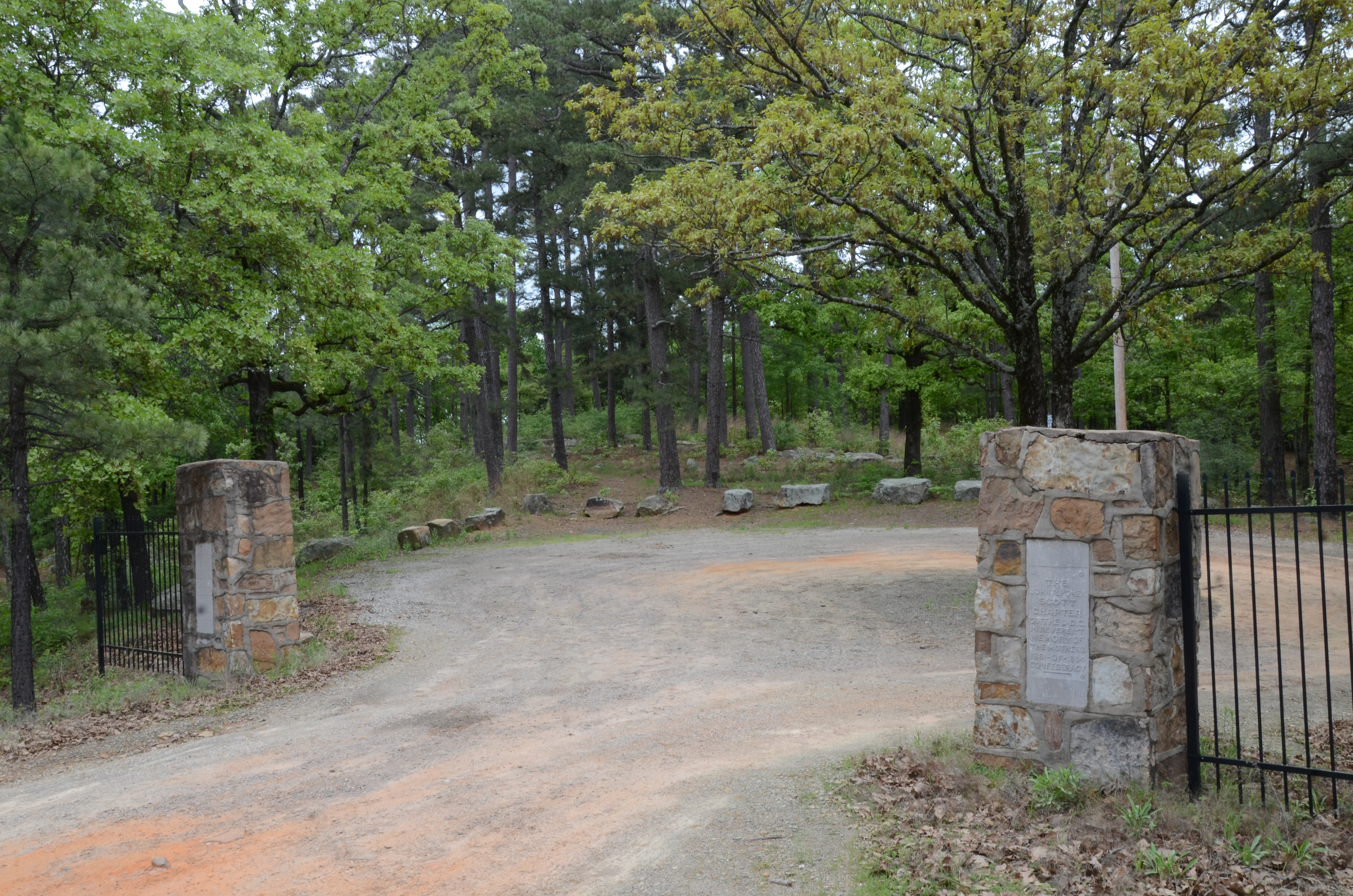
Мемориал конфедеративных матерей (1921 г.)